# Cerebro humano
El cerebro humano es el órgano más voluminoso del encéfalo. Ocupa los sectores anterior y medio (superior) de la cavidad craneal. Su componente principal son los hemisferios y la corteza cerebral que recubre su superficie, derivados del prosencéfalo. Los hemisferios del cerebro presentan formaciones más o menos evidentes llamadas lóbulo cerebral. Especialmente amplios son en el humano sus lóbulos frontales, que están asociados con funciones ejecutivas, tales como el autocontrol, la planificación, el razonamiento y el pensamiento abstracto.
El cerebro humano se encarga tanto de regular y mantener cada función vital del cuerpo, como de ser el órgano donde reside la mente y la conciencia del individuo.
La evolución del cerebro, a través de los primates hasta los homínidos, se caracteriza por un aumento constante en la encefalización, que es la relación del cerebro con el tamaño corporal.
El humano adulto tiene un volumen cerebral, calculado promedio de 1300 centímetros cúbicos
Se ha estimado en 2016 que el cerebro humano, formado por los dos hemisferios recubiertos por la corteza cerebral, contiene en total unos 20 000 000 000 (veinte mil millones;  2 × 1010) de neuronas.
Lo más relevante para la transformación del funcionamiento del cerebro, no parece ser el número de neuronas, sino la complejidad que viene dada por las conexiones que se establecen entre las distintas partes del encéfalo. Incluso el cerebro del adulto, es notablemente dinámico, plástico y reconfigurable, hecho que está respaldado por una abrumadora cantidad de evidencia científica.
El cerebro humano está protegido por los huesos del cráneo, suspendido en líquido cefalorraquídeo, y aislado de la sangre por la barrera hematoencefálica, pero su naturaleza delicada lo hace susceptible a muchos tipos de daños y enfermedades. Las formas más comunes de daño físico son por un traumatismo craneoencefálico, un accidente cerebrovascular, o una intoxicación. El cerebro humano también es susceptible de tener enfermedades degenerativas, como la epilepsia, la enfermedad de Parkinson, la esclerosis múltiple y la enfermedad de Alzheimer. Una serie de trastornos psiquiátricos, como la esquizofrenia, la neurosis o la depresión, son causados en parte por disfunciones cerebrales.

## Anatomía

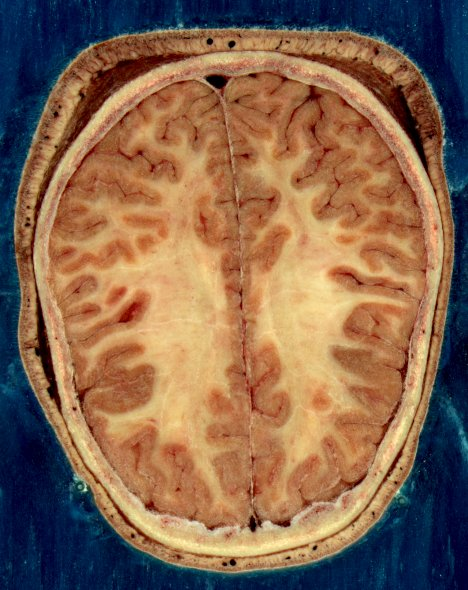
Corte de la cabeza de un adulto, mostrando la corteza cerebral en la periferia (en marrón) y la sustancia blanca con disposición radial central.

El cerebro humano está formado por las estructuras derivadas del Telencéfalo y el Diencéfalo, los dos sectores anteriores del Prosencéfalo embrionario.
Ocupa el sector anterior y superior del cráneo llamados fosa craneal anterior y fosa craneal media.
El cerebro de un adulto humano pesa en promedio, alrededor de 1400 gramos (g).
El volumen promedio es de alrededor de 1130 centímetros cúbicos (cm³) en mujeres y 1260 cm³ en hombres, aunque existen variaciones individuales importantes.
Los hombres con igual altura y superficie corporal que las mujeres, tienen en promedio, cerebros 100 gramos más pesados, aunque estas diferencias no se relacionan de ninguna forma con el número de neuronas de la sustancia gris o con las medidas generales del sistema cognitivo.
Pese a ser uno de los órganos más estudiados, se han desarrollado una serie de conceptos erróneos que han llegado a ser asimilados por la sociedad como correctos; como es el caso del mito que dice, que los humanos solamente utilizamos un 10 % del cerebro.

### Macroarquitectura
El cerebro es un órgano de estructura muy compleja. Para su estudio se lo divide en dos sectores grandes llamados hemisferios cerebrales; estos a su vez se dividen en lóbulos cerebrales y los lóbulos son recorridos por surcos y circunvoluciones que pueden ser individualizados.

#### Hemisferios

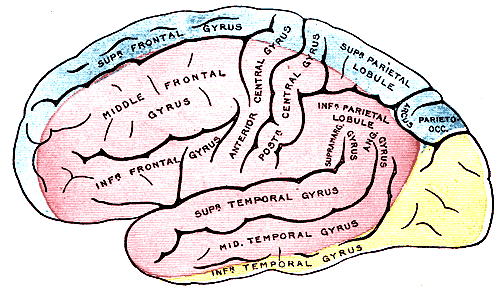
Superficie del Hemisferio izquierdo del Cerebro humano. En rosa territorio de la arteria cerebral media.

Los dos hemisferios cerebrales forman la mayor parte del cerebro humano se localizan por encima de las otras estructuras neurales y derivan de las dos vesículas laterales del telencéfalo embrionario. 
Los hemisferios derecho e izquierdo son aproximadamente simétricos, sin embargo el izquierdo es ligeramente mayor. Están separados por la profunda cisura medial. Están cubiertos por una capa cortical sinuosa, la corteza cerebral, formada por sustancia gris.

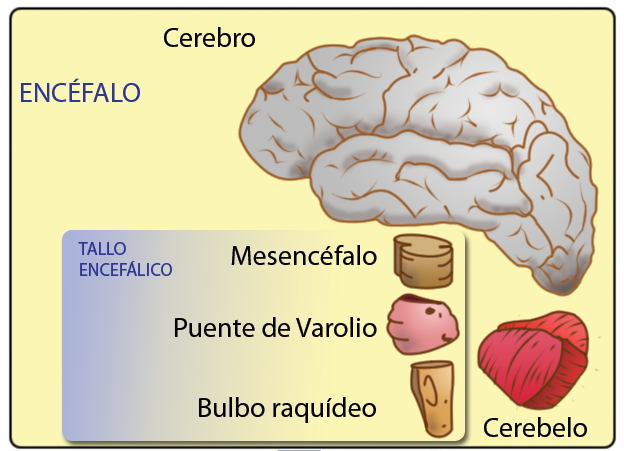
Encéfalo humano: arriba, el cerebro.
Abajo, los componentes principales del tallo encefálico.
A la derecha, el cerebelo.

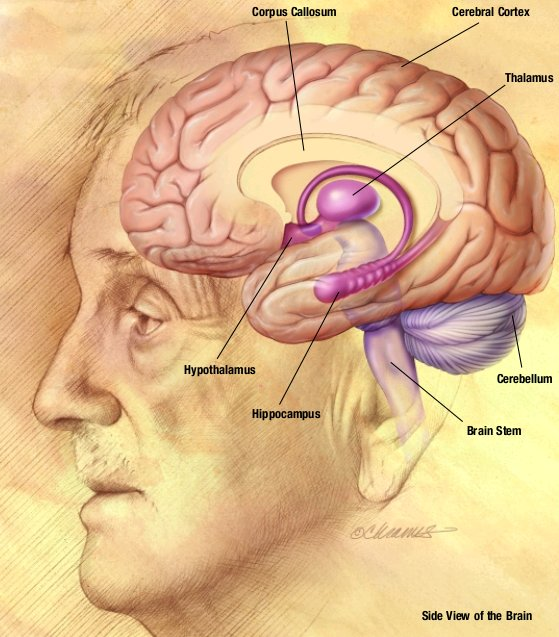
Dibujo del encéfalo, mostrando el cerebro arriba (en rosa).

Las estructuras que se encuentran por debajo de la corteza (subcorticales) del cerebro humano incluyen el hipocampo, los núcleos basales y el bulbo olfatorio.

#### Corteza
La corteza cerebral, que es la capa exterior (superficial) de materia gris del cerebro, se presenta como una delgada lámina de pocos milímetros de espesor, que cubre ambos hemisferios cerebrales.

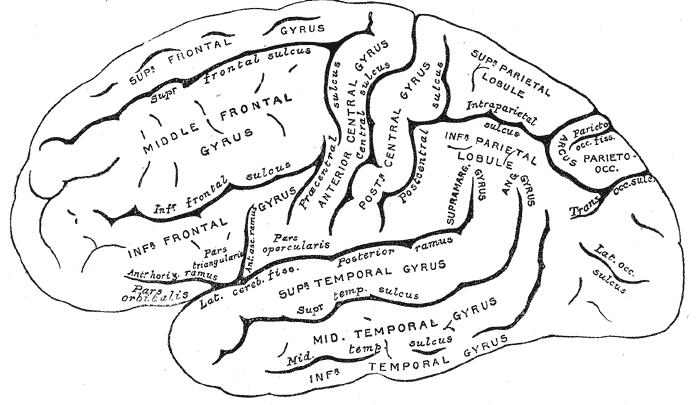
Circunvoluciones y surcos mayores en la superficie lateral de la corteza.

La corteza cerebral se encuentra plegada, de tal manera que permite que una gran superficie pueda alojarse dentro de los confines del cráneo. Cada hemisferio cerebral humano, tiene una superficie total de alrededor de 1200 centímetros cuadrados (cm²).
Cada uno de los pliegues de la corteza se denomina surco, y a la zona lisa y abultada entre los surcos, una circunvolución. La mayoría de los cerebros humanos muestran un patrón similar de plegado, pero hay bastantes variaciones en la forma y el lugar de los pliegues que hacen a cada cerebro único. El patrón es lo suficientemente consistente para que cada pliegue principal reciba un nombre, por ejemplo, la «circunvolución frontal superior», o el «surco poscentral».

#### Lóbulos
Los anatomistas dividen por convención cada hemisferio humano en seis lóbulos, el lóbulo frontal, el lóbulo parietal, el lóbulo occipital, el lóbulo temporal, el lóbulo insular y el lóbulo límbico. La única frontera notable entre los lóbulos frontales y parietales está en el surco central, que marca la línea entre la corteza somatosensorial primaria y la corteza motora primaria.

### Microarquitectura
Se ha estimado que el encéfalo humano contiene 86 000 000 000 (ochenta y seis mil millones  8,6 × 10 10) de neuronas, de las cuales cerca de 10 000 000 000 (diez mil millones,  1 × 10 10) son células piramidales corticales. Estas células transmiten las señales a través de mil billones (1015) de conexiones sinápticas.

#### Divisiones funcionales
- Áreas sensoriales primarias, que reciben señales de los nervios sensoriales y las envían a través de núcleos de relevo en el tálamo.

Las áreas sensoriales primarias incluyen el área visual del lóbulo occipital, el área auditiva primaria en el lóbulo temporal y la corteza insular, y el área somatosensorial en el lóbulo parietal.
- Área motora primaria, que envía axones hasta las neuronas motoras del tronco encefálico y la médula espinal. Esta zona ocupa la parte posterior del lóbulo frontal, justo delante del área somatosensorial.
- Áreas de asociación. La cantidad de corteza de asociación, en relación con las otras dos categorías, aumenta dramáticamente a medida que se pasa de mamíferos simples a los más complejos, como el chimpancé y el humano.[15] Estas áreas reciben información entrante de las áreas sensoriales y partes inferiores del cerebro y están implicadas en el complejo proceso que llamamos percepción, pensamiento y la toma de decisiones.

#### Citoarquitectura
Diferentes partes de la corteza cerebral están involucrados en diferentes funciones cognitivas y del comportamiento.

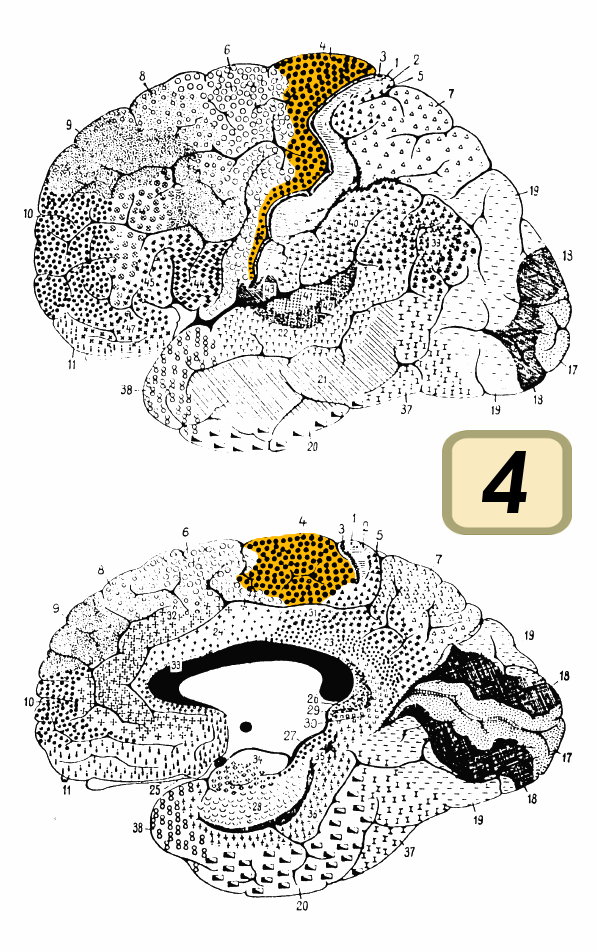
Mapa de Brodmann para las áreas de la corteza. Corteza motora (área 4) en color (1909).

La mayor parte de la corteza llamada neocórtex tiene seis capas. Pero no todas las capas son evidentes en todas las áreas, e incluso cuando una capa está presente, su espesor y organización celular pueden variar.
Varios anatomistas han construido mapas de las áreas corticales, basados en las variaciones en la apariencia bajo el microscopio llamada citoarquitectura de la corteza cerebral. Uno de los esquemas más utilizados se denomina áreas de Brodmann, que divide la corteza en áreas diferentes y asigna un número a cada una; por ejemplo, el área 1 de Brodmann es la corteza somatosensorial primaria, y el área 17 de Brodmann es la corteza visual primaria.

### Topografía
Muchas de las áreas cerebrales de Brodmann extensas, tienen su propia estructura interna compleja y están organizadas en mapas topográficos, donde secciones contiguas de la corteza corresponden a zonas contiguas en el cuerpo.

#### Corteza motora

Topografía de la corteza motora primaria, mostrando qué parte del cuerpo es controlada por cada zona.

En la corteza motora primaria áreas que inervan cada parte del cuerpo se derivan de una zona distinta, donde partes del cuerpo adyacentes están representadas por zonas adyacentes. Sin embargo, esta representación «somatotópica» no se distribuye proporcionalmente: la cabeza, está representada por una región alrededor de tres veces más grande que la zona para toda la espalda y el tronco. Las áreas motoras para los labios, los dedos y la lengua son particularmente grandes, teniendo en cuenta el tamaño proporcional de las partes del cuerpo que representan.

#### Corteza visual
En las áreas visuales, los mapas son retinotópicos, es decir, reflejan la topografía de la retina, la capa interna del ojo. La representación es desigual: la fóvea, la zona en el centro del campo visual, está extensamente sobrerrepresentada en comparación con la periferia. Los circuitos visuales en la corteza cerebral humana contienen varias decenas de mapas retinotópicos diferentes, cada uno dedicado a analizar el flujo de información visual de una determinada manera.[cita requerida] La corteza visual primaria (el área 17 de Brodmann), que es el principal receptor de información proveniente de la zona visual del tálamo, contiene muchas neuronas que son activadas muy fácilmente por bordes con una orientación particular moviéndose a través de un punto concreto en el campo visual. Las áreas visuales más inferiores obtienen información, como el color, el movimiento y la forma.

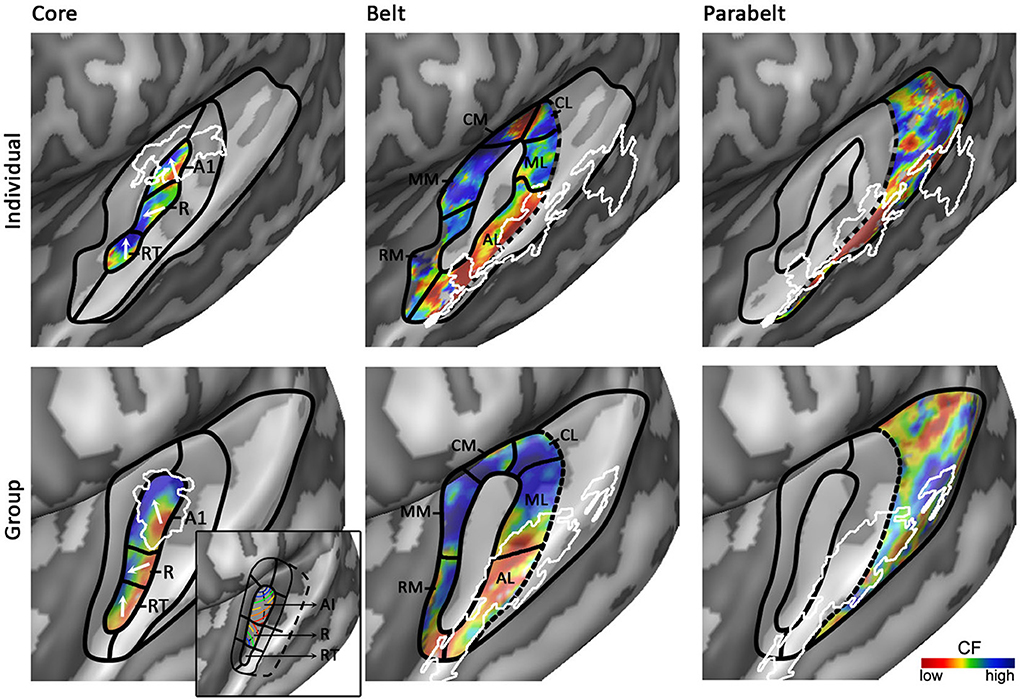
Mapa tonotópico de la corteza auditiva humana.

#### Corteza auditiva
En las áreas auditivas, el mapa principal es tonotópico. Los sonidos son analizados por áreas auditivas subcorticales, y este análisis se refleja luego en la zona auditiva primaria de la corteza. Hay una serie de mapas corticales tonotópicos, cada uno dedicado a analizar el sonido de una manera particular.
Dentro de un mapa topográfico a veces puede haber niveles más finos de estructura espacial. En la corteza visual primaria, por ejemplo, donde la principal organización es retinotópica y las respuestas principales son el movimiento de los bordes, las células que responden a las diferentes orientaciones de borde están espacialmente separadas unas de otras.[cita requerida]

### Lateralidad

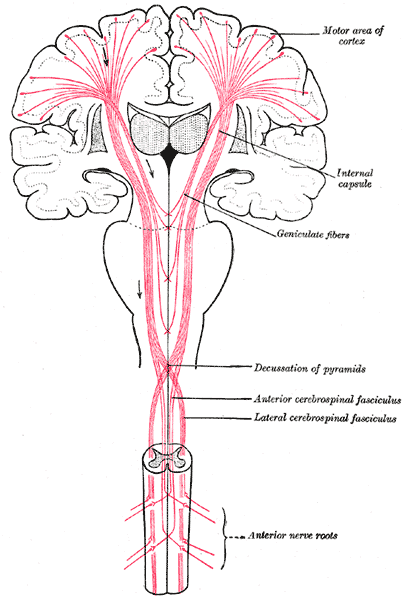
Ruta de cruzamiento de las vías motoras (flechas descendentes a la izquierda) en rojo.

Cada hemisferio del cerebro interactúa principalmente con una mitad del cuerpo, las conexiones se cruzan: el lado izquierdo del cerebro interactúa con el lado derecho del cuerpo, y viceversa. Las conexiones motoras desde el cerebro hasta la médula espinal, y las conexiones sensoriales desde la médula espinal hasta el cerebro, ambas cruzan la línea media al nivel del tronco encefálico.
La información visual sigue una regla más compleja. Debido a que cada mitad de la retina recibe la luz procedente de la mitad opuesta del campo visual, la consecuencia funcional es que la información visual desde el lado izquierdo del mundo va al lado derecho del cerebro, y viceversa. Así, el lado derecho del cerebro recibe información somatosensorial del lado izquierdo del cuerpo, e información visual del lado izquierdo del campo visual, una disposición que, presumiblemente, ayuda a la coordinación muscular visuo-motora.

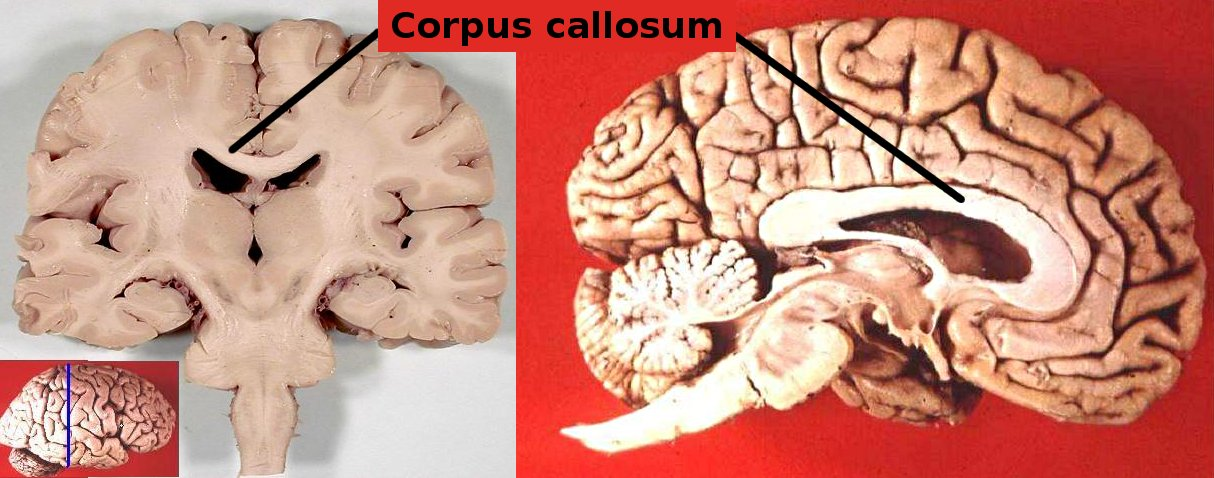
El cuerpo calloso, un haz de nervios que conecta los dos hemisferios cerebrales, con los ventrículos laterales justo por debajo.

Los dos hemisferios cerebrales están conectados por un ramillete nervioso muy grande llamado el cuerpo calloso, que cruza la línea media por encima del nivel del tálamo. Hay también dos conexiones muy pequeñas, la comisura anterior y la comisura del hipocampo, así como gran número de conexiones subcorticales que cruzan la línea media. Sin embargo, el cuerpo calloso es la avenida principal de comunicación entre los dos hemisferios. Él conecta cada punto de la corteza hasta su punto equivalente en el hemisferio opuesto, y también conecta a puntos relacionados funcionalmente en diferentes áreas corticales.
En muchos aspectos, los lados izquierdo y derecho del cerebro son simétricos en términos de función. Existen varias excepciones muy importantes, que implican el lenguaje y la cognición espacial. En la mayoría de las personas, el hemisferio izquierdo es «dominante» para el lenguaje: una lesión que dañe un área clave del lenguaje en el hemisferio izquierdo, puede dejar a la persona incapaz de hablar o entender el habla, mientras que un daño equivalente en el hemisferio derecho podría causar solo una ligera incapacidad en las habilidades del lenguaje.
Nuestra comprensión actual de las interacciones entre los dos hemisferios ha mejorado a partir del estudio de «pacientes con cerebro dividido», sometidas a la transección quirúrgica del cuerpo calloso. Estos pacientes en algunos casos pueden comportarse casi como dos personas diferentes en un mismo cuerpo, con la mano derecha realizando una acción y luego la mano izquierda deshaciéndola.

Que cada hemisferio se haya especializado en procesar la información de manera diferente es un beneficio que nos ha dado la evolución para poder estar a la altura del mundo complejo en que vivimos, que muchas veces demanda un procesamiento más lineal y secuencial, a cargo del hemisferio izquierdo, y otras un procesamiento más holístico y global, a cargo del hemisferio derecho.
Facundo Manes y Mateo Niro

Cabe señalar que las diferencias entre hemisferios derecho e izquierdo son muy exageradas en gran parte de la literatura popular sobre este tema. La existencia de diferencias ha sido establecida sólidamente, pero muchos libros populares van mucho más allá de la evidencia en la atribución de características de personalidad o inteligencia a la dominancia del hemisferio derecho o izquierdo.

## Embriología
El proceso de desarrollo del cerebro humano se lleva a cabo a lo largo de cinco fases:
1. inducción de la placa neural;
2. proliferación de las células nerviosas;
3. migración y agrupamiento;
4. crecimiento de axones, formación de sinapsis y mielinización;
5. muerte neuronal y nueva disposición sináptica.[cita requerida]

Durante las tres primeras semanas de gestación, el ectodermo del embrión humano forma una franja engrosada llamada placa neural. La placa neural luego se pliega y se cierra para formar el tubo neural. Este tubo se flexiona a medida que crece, formando los hemisferios cerebrales en forma de media luna en la cabeza, el cerebelo y el puente troncoencefálico hacia la parte posterior.[cita requerida]
La proliferación neuronal comienza con la multiplicación de los neuroblastos, los precursores de las futuras neuronas. Estas células van a cambiar de posición mediante un proceso conocido como migración neuronal, durante el cual también se producen células de la glía.[cita requerida]
Mientras están migrando, las jóvenes neuronas no desarrollan sus prolongaciones (axones y dendritas), que aparecen una vez que han llegado a su destino final; es entonces cuando los axones inician su crecimiento en la dirección adecuada para que estén preparados para su función específica, mediante la conexión con otras células nerviosas. Se supone que el crecimiento de los axones estimula la producción de dendritas en las células con las cuales se conectan.[cita requerida]
En el desarrollo del embrión del ser humano, el tubo neural se subdivide en cuatro sectores que luego se desarrollarán y darán origen a distintas regiones del sistema nervioso central.
|                                                                                        |
| Cerebro del embrión humano a las 4,5 semanas. Se observa el interior del prosencéfalo. |

|                                       |
| Interior del cerebro a las 5 semanas. |

|                                                                     |
| Hemisferio del cerebro, visto por su cara interna a las 12 semanas. |

Esos sectores son: el cerebro anterior prosencéfalo, el cerebro medio (mesencéfalo), el rombencéfalo (cerebro posterior) y la médula espinal.
El prosencéfalo se desarrolla aún más, y da origen al telencéfalo y el diencéfalo. El telencéfalo dorsal da lugar a la pallium o palio (corteza cerebral) y el telencéfalo ventral genera los ganglios basales. El diencéfalo se desarrolla en el tálamo y el hipotálamo, incluidas las vesículas ópticas.[cita requerida]
El telencéfalo dorsal luego forma dos vesículas telencefálicas laterales, separadas por la línea media, que se desarrollan como los hemisferios cerebrales izquierdo y derecho.
A medida que el cerebro se desarrolla va incrementando su peso y se va replegando cada vez más. Al nacer, el cerebro pesa aproximadamente 350 g (gramos); al año de vida, aproximadamente 700 g; a los dos años, 900 g; y, en el adulto (dependiendo de la talla del individuo), entre 1300 y 1500 g.
En el momento del nacimiento, el cerebro no ha asumido las funciones para las cuales está diseñado: las va adquiriendo en forma paralela con la maduración. Se considera que la asimetría cerebral es un indicador de esa maduración ya que el hemisferio izquierdo parece madurar primero que el derecho, en la mayoría de los casos. La maduración sigue su curso de lateral a medial y de izquierda a derecha.
Las regiones filogenéticas más antiguas maduran primero que las más recientes, pero al madurar estas últimas asumen la «dirección» del proceso. La corteza prefrontal experimenta un gran crecimiento en el humano, ocupando casi una tercera parte de todo el cerebro. Es en esta región donde se lleva a cabo las funciones de asociación más elaboradas.
Puede decirse que el proceso dura toda la vida cuando se consideran aspectos como la plasticidad cerebral: muerte celular, generación de nuevas células, reordenación continua de la conectividad sináptica inducida por el aprendizaje y la experiencia, etc. El cerebro no solo crece en tamaño, sino que también se desarrollan trayectorias nerviosas y conexiones de complejidad creciente entre las células nerviosas, por lo que es capaz de realizar funciones más complejas.
Los primeros 1000 días en la vida de un niño son una "ventana de oportunidad" crucial porque el cerebro se desarrolla rápidamente, sentando las bases para la capacidad cognitiva y social futura.

## Fuentes de información

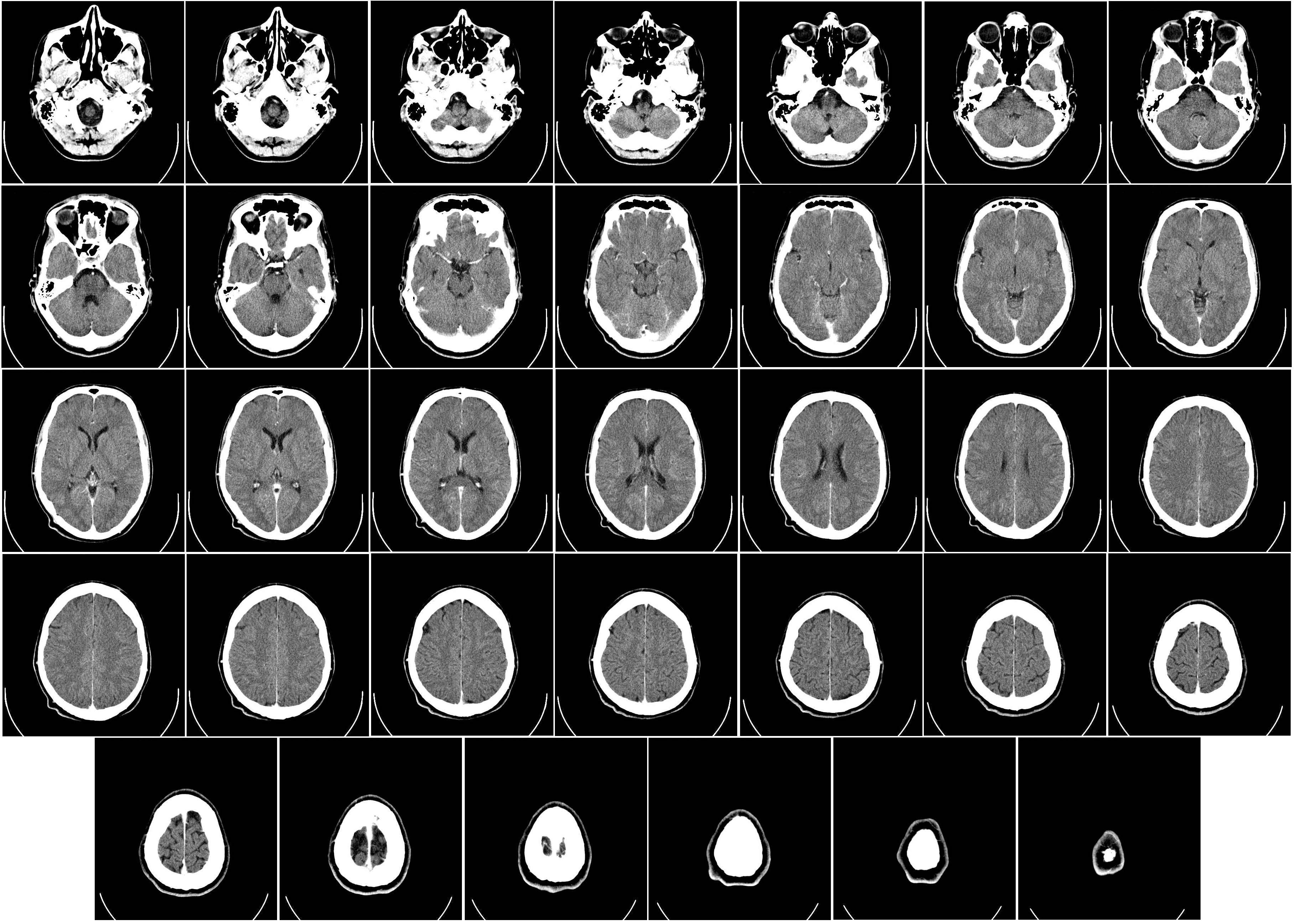
Tomografía axial computarizada del cerebro humano, desde la base del cráneo hasta la coronilla, tomado con un medio de contraste intravenoso.

### Imagen estructural y funcional

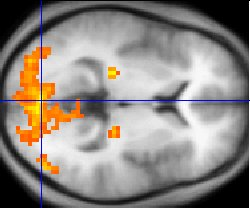
Una exploración cerebral mediante IRMf.

## Lenguaje

Ubicación en dos áreas del cerebro que juegan un papel fundamental en el lenguaje, el área de Broca y el área de Wernicke.

## Enfermedades

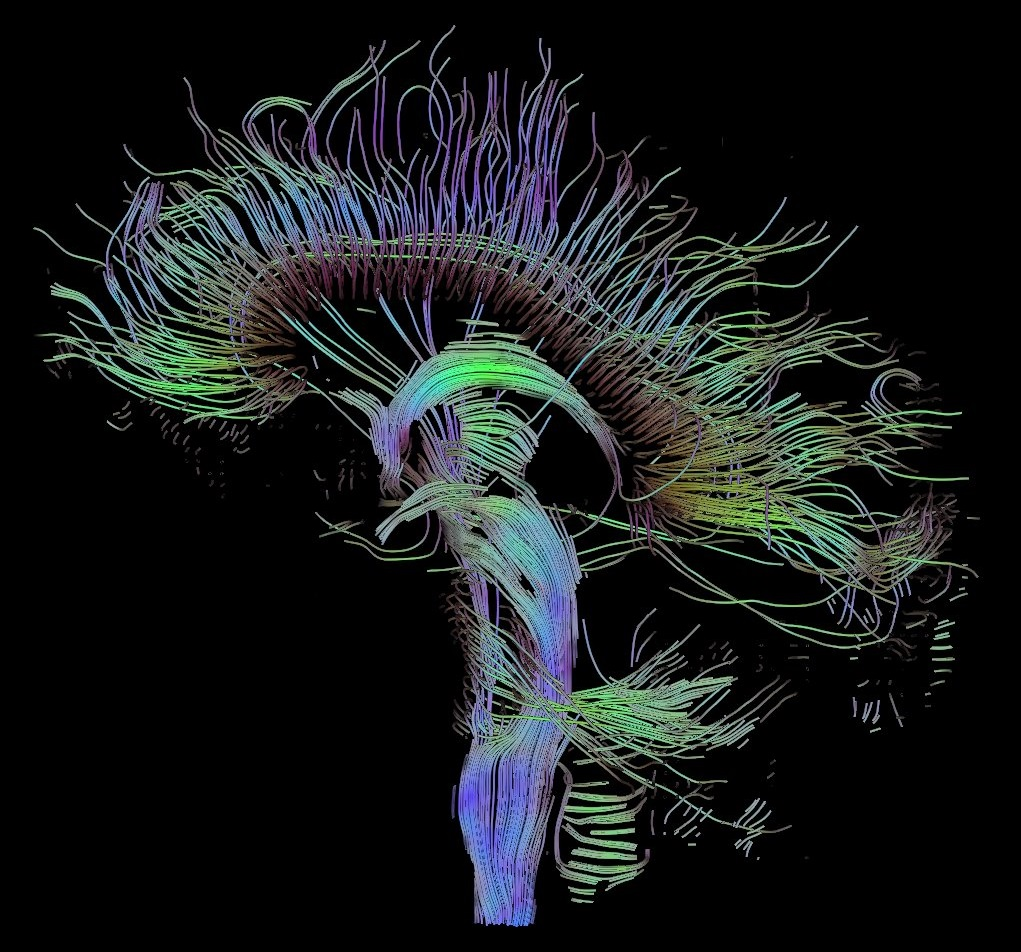
Visualización de una imagen por tensor de difusión (DTI) de un cerebro humano. La representación reconstruye los tramos de axones que corren a través del plano medio sagital. Especialmente importantes son las fibras en forma de U que conectan ambos hemisferios a través del cuerpo calloso (las fibras salen del plano de la imagen y, por consiguiente, doblan hacia la parte superior) y los tramos de fibras que descienden hacia la columna (en azul, dentro del plano de la imagen).

## Metabolismo

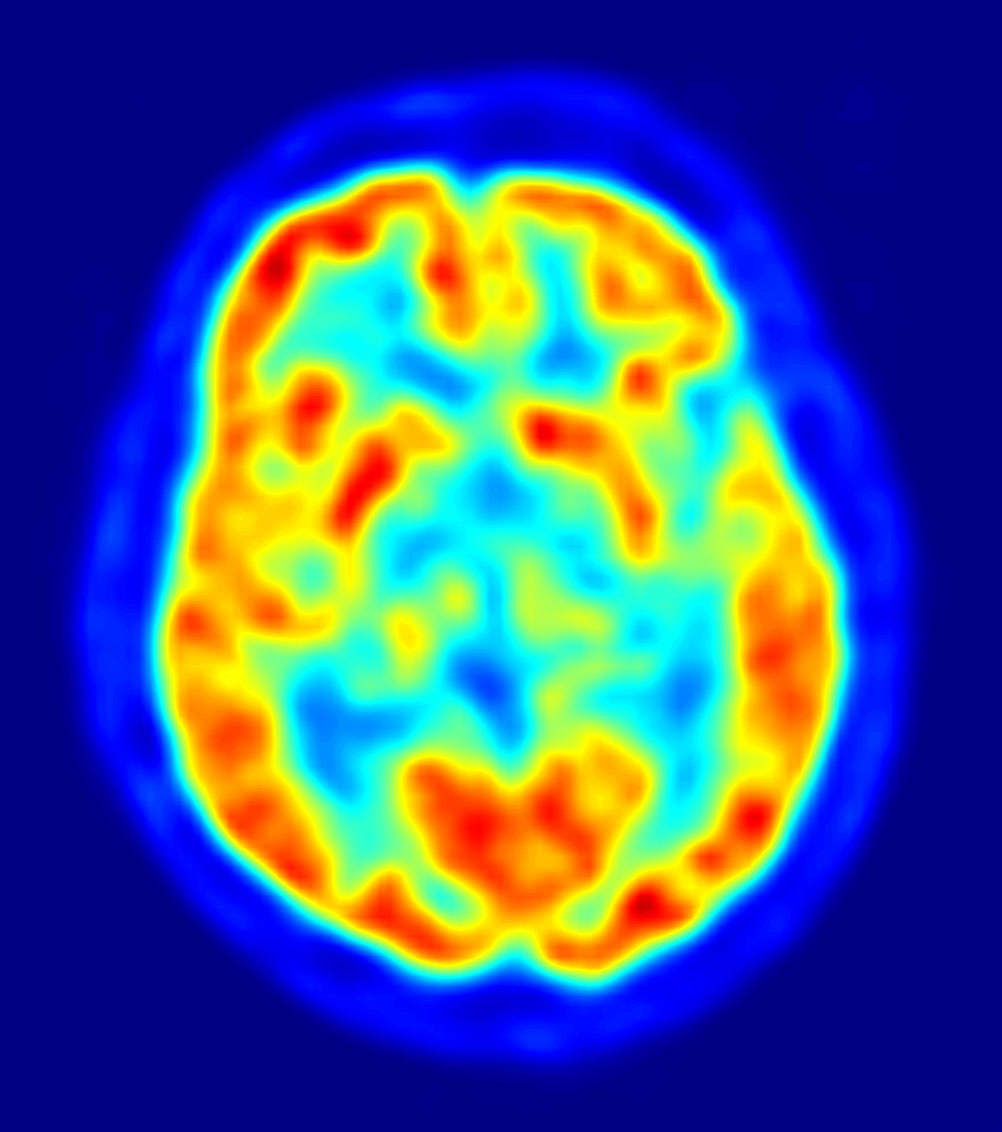
La imagen PET del cerebro humano mostrando el consumo de energía